# Digitale Medien (Studiengang)
Digitale Medien (auch mit der englischen Bezeichnung Digital Media) ist ein interdisziplinärer Studiengang für Digitale Medien, der Aspekte der Mediengestaltung, Medientechnik, Medientheorie, Medieninformatik, Medienwirtschaft, Medienwissenschaft und Medienrecht integriert. Die Lehrinhalte beschäftigen sich wissenschaftlich sowie in der Anwendung mit der Planung, Konzeption, Gestaltung, Realisierung und Evaluation medialer Inhalte und Anwendungssysteme. 

## Lehre
Die Lehre besteht aus Bereichen der Informatik, ggf. technische Grundlagen, Gestaltungs- und Designgrundlagen sowie des Programmierens in modernen Programmier- und Skriptsprachen. Zu Nebenfächern zählen beispielsweise Projektmanagement und Marketing. Die Gewichtung der Bereiche im Curriculum unterscheidet sich an den jeweiligen Hochschulen. 
Neben einem allgemeinen Studium der Digitalen Medien können Schwerpunkte wie Audio, Video, Game Design oder Interaktive Medien gewählt werden. Die Inhalte im Hauptstudium sind durch diesen vorgegeben. Im Audio- und Videobereich gehören neben der Durchführung der fachspezifischen Projekte Aufnahmeverfahren und -leitung, Ton- und Bildtechnik sowie die zugehörigen Möglichkeiten digitaler Signalverarbeitung zum Stundenplan; Ausrichtungen die naturgemäß Nähe zur Informatik aufweisen, behandeln entsprechend mehr Inhalte dieser in Verbindung mit Informationstechnik, Mensch-Computer-Interaktion, Interfacedesign, Netzwerktechnik und Datenbankentwicklung. 

### Studienmöglichkeiten in Deutschland
Universitäten/Kunsthochschulen
- Universität Augsburg
- Leuphana Universität Lüneburg und Hamburg Media School, Kooperationsstudiengang „Digital Media“, englischsprachig[1]
- Universität Bremen und Hochschule für Künste Bremen, Kooperationsstudiengang „Digitale Medien“, Bachelor/Master[2]
- Staatliche Hochschule für Gestaltung Karlsruhe, Schwerpunkt „Digitale Medien“ in den Praxisstudiengängen, Bachelor/Master[3]
- Martin-Luther-Universität Halle-Wittenberg

Fachhochschulen
- Technische Hochschule Brandenburg
- Wilhelm Büchner Hochschule (Fernhochschule Darmstadt)
- Hochschule Darmstadt, Studiengänge „Interactive Media Design“, „Onlinekommunikation“[4]
- Hochschule Kaiserslautern, Studiengänge „Digital Media Marketing“[5], „Medieninformatik“[6]
- Hochschule Fulda, Bachelor of Science und mit Grundstudium Informatik
- Hochschule Furtwangen
- Hochschule Offenburg Fakultät Medien
- Fachhochschule Hildesheim
- Hochschule Mainz, Studiengänge „Digital Media“[7], „Mediendesign“[8]
- Technische Hochschule Mittelhessen, Studiengänge „Digital Media Systems“[9], „Medieninformatik“[10]
- Hochschule Trier
- Hochschule Ulm
- Hochschule Rhein-Waal
- Beuth Hochschule für Technik Berlin, Studiengänge „Medieninformatik“, „Druck- und Medientechnik“[11]
- Duale Hochschule Baden-Württemberg Mosbach, Studiengang „Medien – Onlinemedien“[12]